# حسن‌آباد (راز و جرگلان)
حسن‌آباد روستایی در دهستان جرگلان بخش جرگلان شهرستان راز و جرگلان استان خراسان شمالی ایران است.

## جمعیت
بر پایه سرشماری عمومی نفوس و مسکن در سال ۱۳۹۵ جمعیت این روستا ۵۷۷ نفر (۱۵۰خانوار) بوده‌است.